# Base aérea de Aldergrove
A Base aérea de Aldergrove foi uma base aérea da Real Força Aérea (RAF) localizada na Irlanda do Norte. Criada oficialmente em Maio de 1918, começou a ser usada apenas em Maio de 1925. Foi usada durante a Segunda Guerra Mundial. Em 2009 a RAF deixou de usar a base, tendo todo o complexo passado a ser designado Joint Helicopter Command Flying Station Aldergrove, uma base de helicópteros e outras aeronaves do 5 Regiment Army Air Corps e do 38 Engineer Regiment. Aproximadamente 75 militares da RAF continuam na base.